# Виска (деревня)
Виска — опустевшая деревня в Поддорском районе Новгородской области в составе Белебёлковского сельского поселения.

## География
Находится в южной части Новгородской области на расстоянии приблизительно 22 км на север-северо-запад по прямой от районного центра села Поддорье.

## История
На карте 1840 года уже была обозначена. В 1908 году здесь (Старорусский уезд Новгородской губернии) было учтено 19 дворов. По состоянию на 2020 год опустела.

## Население
Численность населения: 95 человек (1908 год), 4 (русские 100 %) в 2002 году, 2 в 2010.